# Волгоградская городская электричка
Волгогра́дская городска́я электри́чка — система движения электропоездов в Волгограде, открытая 20 декабря 1959 года.
Эксплуатируется АО «Волгоградтранспригород».

## История

### Советский период
К моменту основания городской электрички Сталинград являлся линейным городом, которому было необходимо иметь длинные маршруты общественного транспорта, соединяющие различные концы города с её центром, а также с градообразующими предприятиями. В декабре 1959 года был электрифицирован участок железной дороги от вокзала «Сталинград−II» до станции «Мачтозавод». Первым машинистом первого городского электропоезда был Георгий Ефимович Гришакин.
С 1960 по 1965 годы были электрифицированы участки железной дороги от вокзала «Сталинград−I» до вокзалов «Тракторная-Пассажирская», «Южная» и «Волжский». Так же был электрифицирован участок железной дороги от вокзала «Волжский» до станции «Трубная», однако в настоящее время[когда?] она не используется пригородным сообщением.

### Постсоветский период
В 2000 году был электрифицирован участок железной дороги от вокзала «Волгоград-I» до станции «Гумрак».
В 2003 году завершился переход электрифицированных участков на переменный ток.
С 2016 по 2018 годы в связи с Чемпионатом мира по футболу в Волгоград прибыли новые составы модели ЭД9Э и ЭП3Д, а так же построили участок железной дороги до аэропорта.

## Линии
В настоящее время существует 6 городских линий:
- «Тракторная-Пассажирская — Южная»;
- «Тракторная-Пассажирская — Шпалопропитка»;
- «Шпалопропитка — Аэропорт»;
- «Волгоград-I — Пост ЭЦ (Татьянка)»;
- «Южная — Волжский»;
- «Волгоград-I — 28 км».

## Стоимость проезда
С 1 января 2025 года стоимость проезда за одну поездку по единому городскому тарифу составляет 46 ₽, по льготному — 23 ₽.